# شركة المجموعة المتكاملة للتكنولوجيا
شركة المجموعة المتكاملة للتكنولوجيا هي شركة أردنية متخصصة في الحلول التعليمية. تأسست في عام 1989 من قبل الرئيس والرئيس التنفيذي وليد تحبسم.
افتتحت شركة المجموعة المتكاملة للتكنولوجيا فروع في المملكة العربية السعودية والولايات المتحدة الأمريكية وأفريقيا. لدى الشركة شركتين فرعيتين وهما ترياكس وجايد اللتان تأسستا في عام 1994 و1996 على التوالي.